# Peristylus monticola
Peristylus monticola är en orkidéart som först beskrevs av Henry Nicholas Ridley, och fick sitt nu gällande namn av Gunnar Seidenfaden. Peristylus monticola ingår i släktet Peristylus och familjen orkidéer. Inga underarter finns listade i Catalogue of Life.